# Empire City
Empire City is een plaats (town) in de Amerikaanse staat Oklahoma, en valt bestuurlijk gezien onder Stephens County.

## Demografie
Bij de volkstelling in 2000 werd het aantal inwoners vastgesteld op 734.
In 2006 is het aantal inwoners door het United States Census Bureau geschat op 739, een stijging van 5 (0.7%).

## Geografie
Volgens het United States Census Bureau beslaat de plaats een oppervlakte van
28,2 km², waarvan 28,1 km² land en 0,1 km² water. Empire City ligt op ongeveer 325 m boven zeeniveau.

## Plaatsen in de nabije omgeving
De onderstaande figuur toont nabijgelegen plaatsen in een straal van 24 km rond Empire City.